# Рабаданов, Магомедкамиль Набиевич
Магомедкамиль Набиевич Рабаданов (род. 16 января 1958, Махачкала, Дагестан) — советский и российский тренер по ушу-саньда. Заслуженный тренер России, Вице-президент Международной федерации кунг-фу, президент Федерации кунг-фу России.

## Биография
Окончил Дагестанский государственный педагогический институт. В 1988 году прошёл курсы тренеров по ушу при ДГПУ.
Начиная с 1990 г. работал старшим тренером сборной СССР по Ушу-саньда, а затем — старшим тренером сборной команды России по ушу-саньда до 2008 г.
В 1993 году был удостоен почётного звания «Заслуженный тренер России» за подготовку многих результативных спортсменов.
В 1998 году вместе с другими тренерами учредил Федерацию ушу города Москвы, которое объединило в своих рядах 24 спортивных клуба.
В 2008 был избран на должность президента Федерации кунг-фу России. В 2011 году был избран вице-президентом Европейской федерации Кунг-фу (ЕКФ);
С 2012 года и по настоящее время также является вице-президентом Международной федерации кунг-фу.
Судья международной категории по Кунг-фу. Имеет седьмой дан. Под его руководством проходили спортивную подготовку многие выдающиеся спортсмены: Р. Рамазанов, семикратный чемпион мира по профессиональному муай таю; К. Джапаров, чемпион мира по саньда-ушу; Р. Матиев, призёр чемпионата Европы по саньда-ушу.